# Burgenland

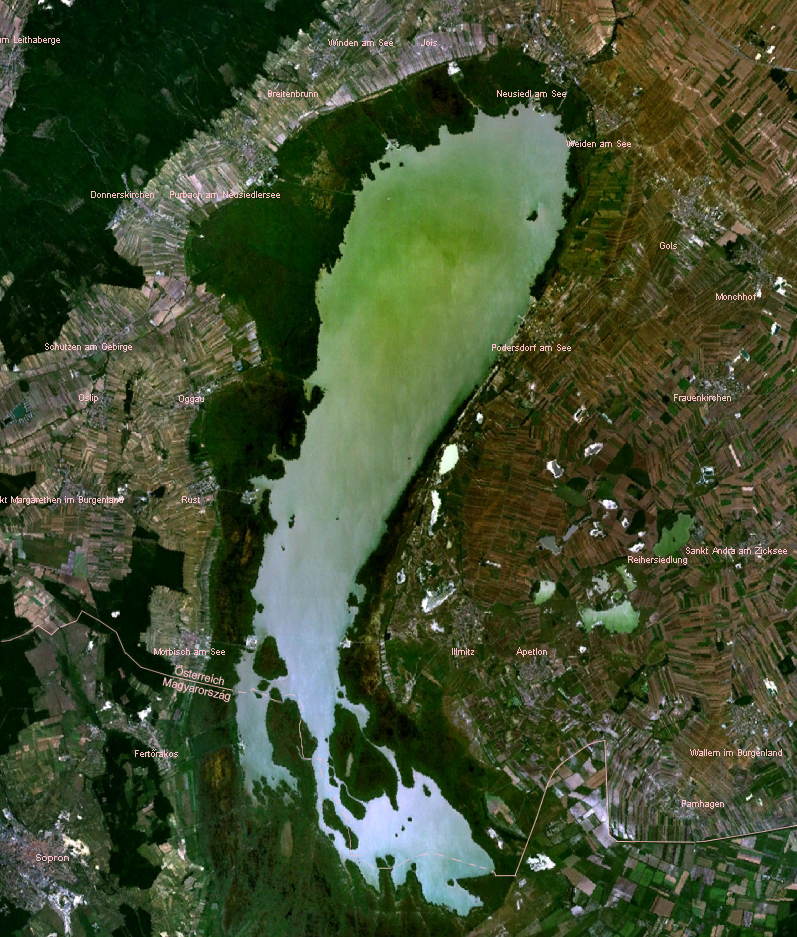
Lago di Neusiedl (Neusiedler See / Fertő tó)

Il Burgenland (in ungherese Őrvidék, in croato Gradišće, in prekmuro Gradišče, in sloveno Gradiščanska) è lo stato federale (territorio austriaco più orientale, più pianeggiante e di più recente creazione (parte della Corona d'Ungheria all'interno dell'Impero austro-ungarico, la regione divenne un territorio dell'Austria nel 1921 in seguito a un plebiscito).
Confina a est con l'Ungheria (contee di Győr-Moson-Sopron e di Vas), a ovest con la Bassa Austria e la Stiria. A sud confina per pochi chilometri con la Slovenia (regione Oltremura/Prekmurje) e a nord per pochi chilometri con la Slovacchia (regione di Bratislava).

## Storia
Fino al 1920-21 il Burgenland, pur essendo prevalentemente di lingua tedesca, faceva parte dell'Ungheria.
Dopo la fine della prima guerra mondiale la regione fu assegnata a un corpo di occupazione italiano.
Dopo anni di lotte e trattative il Trattato di Saint-Germain la assegnò all'Austria. Vi fu una forte opposizione da parte dell'Ungheria, che portò prima alla secessione come Banato di Leithania e poi all'organizzazione di un plebiscito (grazie alla protezione italiana), nel quale la popolazione votò per l'appartenenza all'Austria, tranne nella zona di Ödenburg (in ungherese Sopron), inizialmente prevista come capoluogo della regione, nella quale la popolazione votò per l'appartenenza all'Ungheria.
Il nome Burgenland deriva dal fatto che in passato il territorio del Land era suddiviso fra quattro comitati ungheresi:
- Presburgo (in ungherese Pozsony)
- Wieselburg (in ungherese Moson)
- Ödenburg (in ungherese Sopron)
- Eisenburg (in ungherese Vas)

Fino al 1925 il capoluogo del Land è stato Bad Sauerbrunn.

## Geografia fisica
La parte settentrionale del Land è molto pianeggiante e paesaggisticamente fa parte del bassopiano Pannonico. Vi si trova il lago di Neusiedl, un esteso lago circondato da zone paludose.
Il punto più alto del Burgenland è il Geschriebenstein (Írott-kő in ungherese, 884 m s.l.m.).

## Amministrazione
Il Burgenland è diviso in 7 distretti e 2 città statutarie.
|  | Città statutarie - Eisenstadt (E) - Rust (RU) | Distretti 1. Neusiedl am See (ND) 2. Eisenstadt-Umgebung (EU) 3. Mattersburg (MA) 4. Oberpullendorf (OP) 5. Oberwart (OW) 6. Güssing (GS) 7. Jennersdorf (JE) |

## Popolazione
Sono presenti 249 446 abitanti con 74,33 abitanti al chilometro quadrato.
La popolazione è in maggioranza di madrelingua tedesca. Esistono anche una minoranza di madrelingua croata (i cosiddetti Croati del Burgenland) e una di madrelingua ungherese.

## Politica
Il Landtag del Burgenland, l'assemblea statale regionale, consta di 36 seggi. Alle elezioni del 31 maggio 2015, la SPÖ ha vinto 15 seggi, la ÖVP 11, la FPÖ 6, i Verdi 2, la Lista Burgenland 2. La Coalizione che da allora regge il Governo è formata da SPÖ-ÖVP. L'età per il diritto di voto è stata abbassata a 16 anni nel 2003.